# Tanzania i olympiska sommarspelen 2020
Tanzania deltog med en trupp på tre idrottare vid de olympiska sommarspelen 2020 i Tokyo som hölls mellan den 23 juli och 8 augusti 2021 efter att ha blivit framflyttad ett år på grund av coronaviruspandemin. Ingen av landets deltagare erövrade någon medalj.

## Friidrott
Förkortningar

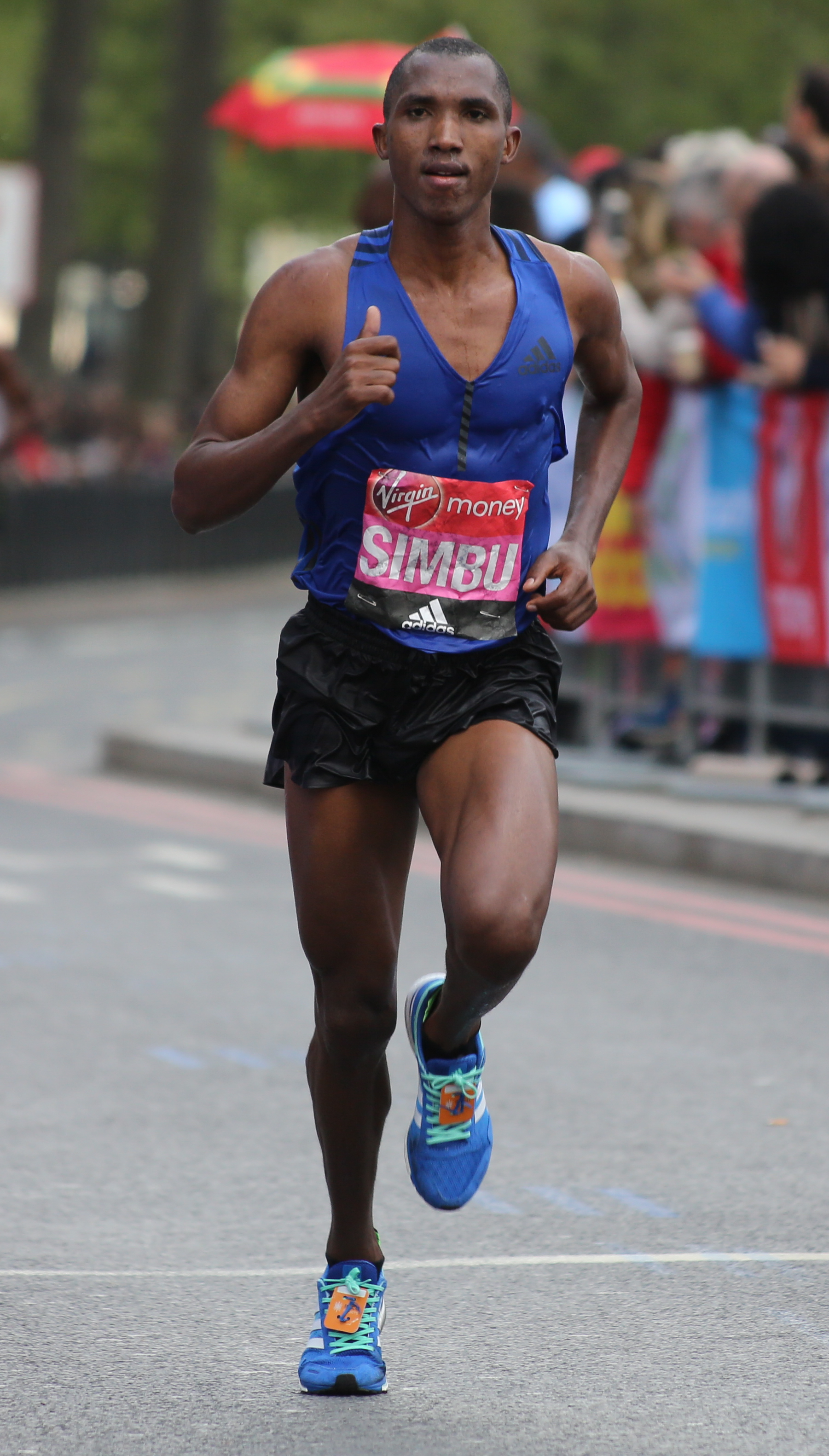
Alphonce Felix Simbu

- Notera– Placeringar avser endast det specifika heatet.
- Q = Tog sig vidare till nästa omgång
- q = Tog sig vidare till nästa omgång som den snabbaste förloraren eller, i teknikgrenarna, genom placering utan att nå kvalgränsen
- i.u. = Omgången fanns inte i grenen
- Bye = Idrottaren behövde inte tävla i omgången

Gång- och löpgrenar
| Idrottare            | Gren              | Final    | Final     |
| Idrottare            | Gren              | Resultat | Placering |
| -------------------- | ----------------- | -------- | --------- |
| Gabriel Gerald Geay  | Herrarnas maraton | DNF      | DNF       |
| Alphonce Felix Simbu | Herrarnas maraton | 2:11.35  | 7         |
| Failuna Matanga      | Damernas maraton  | 2:33.58  | 24        |